# Dora Schmidt
Dora Schmidt (* 3. Februar 1895 in Basel; † 6. September 1985 ebenda; Deutsche, heimatberechtigt ab 1909 in Riehen) war eine Schweizer Beamtin, Schriftstellerin und Frauenrechtlerin aus dem Kanton Basel-Stadt.

## Leben
Dora Schmidt war eine Tochter von Paul Schmidt, Theologieprofessor, und Elisa Johanna Schröder. Sie war eine Schwester von Franz Schmidt. Im Jahr 1946 heiratete sie Friedrich Grob; die Ehe wurde 1952 geschieden. Sie besuchte das Gymnasium der Töchterschule Basel. Anschliessend studierte sie Nationalökonomie, Philologie, Geschichte und Staatsrecht in Basel, Bern und Berlin. Im Jahr 1926 erwarb sie den Doktortitel. Von 1925 bis 1941 arbeitete sie als Adjunktin im Bundesamt für Industrie, Gewerbe und Arbeit.
Sie war die erste Frau in leitender Position in der Bundesverwaltung. Sie engagierte sich für den Schutz der weiblichen und jugendlichen Arbeitnehmer. Sie leitete von 1939 bis 1942 die Gruppe Hauswirtschaft des Eidgenössischen Kriegsernährungsamts. Ab 1942 bis 1944 war sie Mitglied der eidgenössischen Preiskontrollkommission. Von 1942 bis 1946 arbeitete sie als Wirtschaftskonsulentin der Schweizerischen Bankgesellschaft. Sie war aktiv in der Frauenbewegung. Sie präsidierte die Gruppe Industrie der Schweizerischen Ausstellung für Frauenarbeit (SAFFA) im Jahr 1928. Am 1. Februar 1945 gründete sie mit weiteren Frauen den Club der Berufs- und Geschäftsfrauen in Zürich (heute  BPW Club Zürich) mit dem Ziel, die Stellung der Frau in der Gesellschaft zu verbessern. Schmidt verfasste zahlreiche Beiträge zu ökonomischen, sozialpolitischen und feministischen Themen.